# فرنتس کراوس
فِرِنتس کراوس (مجاری: Krausz Ferenc؛ زادهٔ ۱۷ مهٔ ۱۹۶۲) فیزیک‌دان مجاری-اتریشی، استاد فیزیک تجربی دانشگاه لودویگ ماکسیمیلیان مونیخ و برندهٔ جایزه نوبل فیزیک سال ۲۰۲۳ است. تیم تحقیقاتی او، موفق به تولید و اندازه‌گیری نخستین پالس نوری با زمان اتوثانیه شدند و از آن برای بررسی حرکت الکترون در داخل اتم استفاده کردند.
او در سال ۲۰۲۳ به همراه پیر آگوستینی و آن لویلیه، به‌طور مشترک برندهٔ جایزه نوبل فیزیک شد.